# Пфейлицер-Франк, Егор Ермолаевич
Барон Егор Ермолаевич Пфейлицер-Франк (1794—1832) — декабрист, майор русской императорской армии.

## Биография
Происходил из дворян Курляндской губернии рода Пфейлицер-Франк. Лютеранин-евангелист. Родился в 1794 году.
С 19 декабря 1801 года воспитывался в 1-м кадетском корпусе. В службу был выпущен 9 марта 1812 года прапорщиком в Одесский пехотный полк — накануне начала Отечественной войны 1812 год, в которой принял активное участие; в Бородинском сражении был ранен, награжден орденом Св. Анны 4-й степени. Был в заграничном походе; подпоручик — с 21 декабря 1812 года.
С 22 марта 1816 года служил в Ахтырском гусарском полку, куда был переведён «для совместного служения с четырьмя родными <…> братьями»; поручик — с 5 июня 1816 года, штабс-ротмистр — с 21 июня 1821, ротмистр — с 23 мая 1822 года. С 1824 года командовал эскадроном.
В 1824 году был принят А. 3. Муравьевым в члены Южного общества.
В феврале 1826 года был арестован; содержался № 29 Кронверкской куртины Петропавловской крепости. Высочайше повелено (15.6.1826), продержав ещё два месяца в крепости, отправить на службу в Уральский гарнизон и ежемесячно доносить о поведении. В чине капитана 14-го егерского полка 13 марта 1832 года был уволен от службы за ранами майором с мундиром и пенсией.
Поселился в Екатеринославле, где находился под секретным надзором. В конце 1832 переехал к родному брату, таганрогскому градоначальнику, действительному статскому советнику барону О. Е. Франку в Таганрог, где и умер 24 декабря 1832 (5 января 1833) года.